# Elektrisk ål
Den elektriske ål (latin Electrophorus electricus) er ikke i familie med ål, men i Gymnotidae. De lever i floder i Sydamerika, og kan blive op til 2,4 meter lange og have en omkreds på næsten en halv meter. Alle dens vitale organer befinder sig i den forreste femtedel af dyret, fra gællespalten og frem – selv gattet sidder hér, lidt foran gællespalten.
Resten – bortset fra svømmeblære – er kun elektriske organer. Den er rapporteret at have en god hørelse.
Elektriske ål jager mest alene, men det er også dokumenteret, at de jager i flok.

## Elektriske organer
Den elektriske ål er en af de fisk, som er berømt/kendt for sin produktion af bioelektricitet i form af både høje spændinger og kraftig strømstyrke. De bagved liggende mekanismer er ikke til fulde forstået/undersøgt, idet man godt kan forklare produktionen af bioelektriciteten af det enkelte elektriske element, men styringen af processen er lidt af en gåde.
Ålen er overordnet set udstyret med tre elektriske organer – muligvis med hver sin funktion:
- Et mindre organ på oversiden af bagenden er Sachs organ. Det anvendes til navigation.
- Et større organ på det meste af undersiden er Hunters organ.
- Elektrisk højspændingsorgan på en større del af oversiden. Organet til at levere lammende (eller dræbende) elektriske stød til byttedyr.

### Sachs organ
Et mindre organ på oversiden af bagenden er Sachs organ. Sachs organ formodes at have til formål at udsende elektromagnetiske impulser til orientering og kommunikation.
Ålen lever i ret usigtbart flodvand, og da den menes at have et dårligt syn, har den brug for denne form for hjælpemiddel. Navigationsimpulserne er typisk 10 V med varierende pulssekvens (typisk ca. 25 Hz), dog har den dominerende han i området et kraftigere og længerevarende impulssekvens, hvor imod hunnerne har svagere signaler og en anden impulssekvens. Det ses hyppigt i litteraturen at der bruges betegnelsen radar for "ålens" navigation, men det må bero på misforståelser, idet man ikke kan anvende radar under vandet. Radar er kraftige, højfrekvens elektromagnetiske impulstog, og er af typen ekkolokalisation – ligesom sonar i luft og under vand. Det må antages at den bruger måle forstyrrelser – deformationer – i det magnetiske felt, som den selv genererer via impulserne. Det er karakteristisk for disse elektriske fisk at de er hypersensitive over for magnetiske felter- selv stationære felter !

### Hunters organ
Et langstrakt Hunters organ langs hele bugsiden er et stort mysterium. Organet er delt i 2 – et på hver side.

### Elektrisk højspændingsorgan
Det, der har gjort ålen berømt, er to meget større elektriske organer, som ligger på langs i dyrets åleagtige krop, – et på hver side og som har forbindelse til det omgivende vand via hver sine 2 poler – én bag gællespalten og én ved halen. Disse store organer har evnen at producere en anseelig spænding og strømstyrke.
Spændingen er afhængig af dyrets alder, idet hovedorganerne består af en række serieforbundne skiveformede strøm- og spændingsproducerende celler – såkaldte elektroplagues. Hver elektroplague producerer sin lille spændingsdel, og kan levere en vis mængde strøm. Ved at parallelforbinde flere sådanne søjler – ca. 70 søjler – kan den øge den samlede strømmængde til 1 Ampere!. I takt med at dyret vokser, vokser også antallet af elektroplagues hvilket betyder at en velvoksen ”ål” kan have f.eks. 10.000 elektroplagues i hver søjle.
Det smarte er, at alle elektroplagues er spændingsløse så længe organet ikke aktiveres, og det skyldes at disse elektroplagues består af 2 ombyggede muskelceller, der vender imod hinanden. Hver celles intracellulære potential på ca. 80 mV giver således elektroplaguen en nettospænding på 0 V. Elektroplaguen er bygget på den måde at den ene celles udadvendende cellevæg kan exciteres på normal vis via synapsekobling fra dyrets centralnervesystem. Når dette sker depolariseres membranpotentialet, og ikke alene således at membranpotentialet bliver nul, men bliver nærmest reverseret, hvilket resulterer i at spændingen over elektroplaguen bliver ca. 150 mV ! Dette aktionspotential er tidsmæssigt lidt længere end et klassisk aktionpotential på ca. 1 msec, idet i ”ålen” varer det ca. 2 msec.
Impulserne kommer typisk i 100 Hz-sekvenser.
Dette indebærer, at når alle elektroplagues aktiveres simultant, så er der over hele hovedorganet pludselig en 2 msec spændingsimpuls – tomgangsspænding – på 1500 V (ved 10.000 elektroplagues).
Dette ville man kunne måle hvis man lagde ålen i demineraliseret vand.
En bedre metode ville være at tage den op af vandet og måle direkte på den – dog skal man sikre sig at der ikke er fugtig hud mellem polerne til at give en fejlstrøm. Den kan sagtens tåle at være ude af vandet i længere tid, idet den er en såkaldt "air breather", dvs. at den i naturen ikke kan klare sig med den iltoptagelse, som dens gæller kan levere. Den skal derfor op og tage en mundfuld luft ca. hvert 10. minut.
Når hovedorganet aktiveres er der tale om et meget stort cellemembranareal, der på én gang skal depolariseres. Hertil anvender naturen acetylcholinesterase. Efter sigende er den elektriske ål det dyr, der har den største koncentration af dette stof.
Hvor stor spændingen og strømstyrken er ved en vis ledningsevne i det omgivende vand er helt afhængig af almindelige elektriske love. Man kan derfor ikke sige noget om hvor stor en spænding en elektrisk ål giver, idet det er helt afhængig af størrelse/alder og vandets beskaffenhed (konduktans). Men ved en konduktans svarende til den elektriske modstand i det elektriske organ vil man få en polspænding på den halve tomgangsspænding f.eks. 750 Volt og en strømstyrke på ca. 1 Ampere. Strømstyrken under udladningen er dog betinget af den resulterende modstand mellem polerne, idet det afhænger af hvor meget den krummer sig om byttet (Afstanden mellem polerne) samt egentlig også byttets størrelse.
Det virker som om den trives bedst i vandforhold, der har en konduktans svarende til at der opstår impedanstilpasning (det elektriske organs modstand er lig vandets elektriske modstand) hvorved der afsættes maksimal energi i vandet (i byttet).
Den effekt, der afsættes i selve det elektriske organ under udladningen, sætter grænser for hvor mange gange den kan tåle at fortage udladningen, idet den ellers bliver for varm. Det skal dog tilføjes, at den har den evne at kunne variere udladningseffekten! og kan vedblive at "skyde" i op til en time. Der er rapporteret at der fortsat kan forekomme udladninger op til 10-12 timer efter at den er død.

## Taksonomi
I september 2019, publicerede C. David de Santana et al. forskning, som stærkt indikerer at Electrophorus electricus skal inddeles i tre arter, baseret på DNA divergens, økologi og habitat, anatomi, fysiologi - og elektrisk formåen. De foreslåede tre arter er Electrophorus electricus, Electrophorus voltai (species nova) - og Electrophorus varii (species nova).

## Uafklarede spørgsmål
Der er flere uafklarede elektrofysiologiske spørgsmål m.h.t. hvordan ”ålen” selv undgår at blive skadet af den kraftige udladning:
- -	det store elektriske organ er elektrisk isoleret, men er dog stadig styret af centralnervesystemet ?
- -	det er uforståeligt hvordan det er muligt at depolarisere samtlige elektroplagues simultant når man tænker på den lange og forskellige nervesignalvandring ?
- -	hvordan overlever centralnervesystemet at der over første og sidste synapsekoblinger er en potentialforskel på f.eks. 800 V under impulsudladningen ?
- – hvordan kan den variere udladningens styrke ?